# Frank Agaciak
Frank Agaciak (* 17. Februar 1964) ist ein ehemaliger deutscher Fußballspieler. Der Torhüter, der in seiner aktiven Laufbahn 73 Spiele in der 2. Bundesliga absolvierte, ist mittlerweile insbesondere als Torwarttrainer im Amateurbereich tätig.

## Sportlicher Werdegang
Agaciak spielte ab 1972 in der Jugend von Fortuna Köln. In der B-Jugend spielte er zunächst für den Kölner Stadtteilverein TuS Höhenhaus, ehe er sich 1978 dem 1. FC Köln anschloss. Als A-Jugendlicher kehrte er 1979 zu Fortuna Köln zurück, wo er dann auch Torwart der Reservemannschaft wurde. 1983 rückte er in den Profikader auf, wo er hinter Robert Hemmerlein Ersatztorhüter war. Am 17. November 1984 kam er unter Trainer Hannes Linßen zu seinem Debüt in der 2. Bundesliga, als er bei der 0:1-Heimniederlage gegen Alemannia Aachen das Tor hütete. Beim 3:2-Erfolg über den SSV Ulm 1846 zwei Wochen später wurde er des Feldes verwiesen – da die hieraus resultierende Sperre aber erst zehn Tage später ausgesprochen wurde, kam er gegen die SG Union Solingen am 8. Dezember des Jahres noch zu einem vierten Saisoneinsatz. Anschließend verlor er wieder den kurzzeitig erkämpften Platz zwischen den Pfosten. 
Nach dem Abschied Hemmerleins im Sommer 1985 verpflichtete der Klub mit Jacek Jarecki einen neuen Torhüter, mit diesem als Stammspieler erreichte die Fortuna die Relegation zur Bundesliga gegen Borussia Dortmund. Dort kassierte dieser im Entscheidungsspiel acht Tore. Zu Beginn der folgenden Zweitligasaison stand Agaciak wieder im Tor und war bis zum elften Spieltag Stammspieler, ehe er nach einer 1:6-Heimniederlage gegen die Stuttgarter Kickers seinerseits Platz machen musste. Nachdem der Klub in der folgenden Spielzeit in Abstiegsgefahr geraten war, kam es zu einem erneuten Wechsel auf der Torhüterposition und in 20 Ligaspielen trug Agaciak zum Klassenerhalt bei. In der Spielzeit 1988/89 wechselte Linßen häufiger zwischen Jarecki und ihm auf der Torhüterposition, zu Beginn der Spielzeit 1989/90 war er wieder die „Nummer Eins“. Nachdem Franz-Josef Tenhagen im Herbst 1989 den Trainerposten übernommen hatte, setzte dieser ab November erneut auf den Konkurrenten und erst in den letzten beiden Saisonspielen stand Agaciak wieder auf dem Spielfeld. 
Im Sommer 1990 verpflichtete Fortuna Köln mit Uwe Zimmermann vom Bundesligaabsteiger Waldhof Mannheim einen neuen Torwart, in der Folge verzeichnete Agaciak nur noch vereinzelt Einsätze. Bis 1994 stand er bei der Fortuna unter Vertrag, seinen letzten Pflichtspieleinsatz für die Profis bestritt er anlässlich einer 0:2-Auswärtsniederlage im Zweitligaspiel beim FC St. Pauli im Oktober 1991. Beim FC Düren-Niederau und der SpVg Frechen 20 ließ er anschließend unterklassig seine Karriere ausklingen. 
Nach dem Ende der aktiven Karriere 1999 wechselte Agaciak als Torwarttrainer auf die Trainerbank bei seiner letzten Spielstation. Ab 2001 war er Trainer beim SV Godorf und später bei Germania Geyen sowie als Torwart- und Jugendtrainer beim TSV Rodenkirchen und dem FC Rheinsüd.
Zeitweise spielte sein Bruder Thomas Agaciak als Mittelfeldspieler mit ihm zusammen bei Fortuna Köln.